# Étienne Gardiner
Pour les articles homonymes, voir Gardiner.
Étienne Gardiner (en anglais Stephen Gardiner), né à Bury St Edmunds, ville du Suffolk, vers 1483, et mort à Londres, le 12 novembre 1555, est un religieux catholique et homme politique anglais. Il fut lord chancelier sous le règne de Marie Ire.

## Biographie
En 1511, Gardiner, âgé de 28 ans, put rencontrer Érasme à Paris. Il s'illustra comme un brillant helléniste à Trinity Hall (Cambridge), puis entreprit l'étude du droit canon et du droit civil, et fut reçu docteur (droit civil en 1520, droit canon en 1521).

## Carrière diplomatique
Remarqué par le cardinal Thomas Wolsey qui en fit son secrétaire, Gardiner aurait accompagné ce ministre lors du Traité de More, conclu par Henri VIII avec les ambassadeurs français. C'est probablement à cette occasion que le roi fit sa connaissance, bien qu'il n'entrât au service de ce monarque que trois ans plus tard. C'est incontestablement auprès de Wolsey qu'il acquit ses connaissances de la diplomatie. En 1527, il fut chargé avec Thomas More de négocier avec les Français l'alliance anglaise en Italie contre Charles Quint. En tant que juriste, on l'envoya la même année à Orvieto pour soumettre au pape Clément VII la demande d'instruire le procès en divorce d'Henri VIII en Angleterre. En 1535, il obtint le poste d'ambassadeur en France, qu'il conserva trois ans. Il se fit connaître pour son opposition au calviniste Thomas Cranmer. Il servit aussi sous Henri VIII, dont il essaya vainement de débusquer les tendances protestantes de la dernière épouse, Catherine Parr. Mais, en 1546, il perdit la confiance du roi.
Durant le règne d'Édouard VI, il est enfermé à la tour de Londres, dont la nouvelle reine Marie Tudor, devenue Marie Ire, le libère, avant d'en faire son chancelier.

## Gardiner dans des œuvres de fiction
- 1613 : Henri VIII de William Shakespeare présente Gardiner comme secrétaire du roi, puis évêque de Winchester.
- 2007-2010 : Dans la série télévisée Les Tudors, il est interprété par Simon Ward (saisons 3 et 4).
- 2023 : Un des personnages importants du film Le Jeu de la Reine. Interprété par Simon Russell Beale.